# Castillo del Moral
Castillo del Moral är ett slott i Spanien.   Det ligger i provinsen Province of Córdoba och regionen Andalusien, i den södra delen av landet, 300 km söder om huvudstaden Madrid. Castillo del Moral ligger 490 meter över havet.
Terrängen runt Castillo del Moral är huvudsakligen kuperad, men västerut är den platt. Terrängen runt Castillo del Moral sluttar västerut. Runt Castillo del Moral är det ganska tätbefolkat, med 96 invånare per kvadratkilometer. Närmaste större samhälle är Lucena, 0,15 km väster om Castillo del Moral. Trakten runt Castillo del Moral består till största delen av jordbruksmark.